# Bảo tàng Khu vực ở Sławków
Bảo tàng Khu vực ở Sławków (tiếng Ba Lan: Muzeum Regionalne w Sławkowie) là một bảo tàng có địa chỉ ở số 9 Quảng trường chợ, Sławków, Ba Lan. Bảo tàng hiện đang hoạt động với vai trò là Phòng Văn hóa Cổ của Trung tâm Văn hóa Thành phố Sławków (MOK).

## Lược sử hình thành
Bảo tàng Khu vực ở Sławków được thành lập vào năm 1976 theo sáng kiến của chi nhánh địa phương của Hiệp hội những người bạn của Vùng đất Olkusz (nay đổi tên thành Hiệp hội những người yêu thích Sławków).
Lúc đầu, trụ sở của Bảo tàng là một nhà trọ lịch sử tại số 2 Quảng trường chợ. Năm 1984, Bảo tàng chuyển đến nhà của một thương nhân tại số 9 Quảng trường chợ, được xây dựng từ năm 1870. Tòa nhà này ban đầu thuộc sở hữu của gia đình Piekoszewski, sau thuộc về gia đình Kuc. Cùng năm, Bảo tàng được đưa vào cơ cấu tổ chức của MOK.

## Triển lãm
Triển lãm của Bảo tàng Khu vực ở Sławków chủ yếu bao gồm các bộ sưu tập lịch sử:
- các cuộc khai quật khảo cổ được thực hiện trong giai đoạn 1983-1998
- lịch sử của Sławków trong thế kỷ 20
- lịch sử ngành khai thác và luyện kim ở địa phương
- lịch sử ngành thủ công và thương mại ở địa phương
- lịch sử cộng đồng người Do Thái ở Sławków

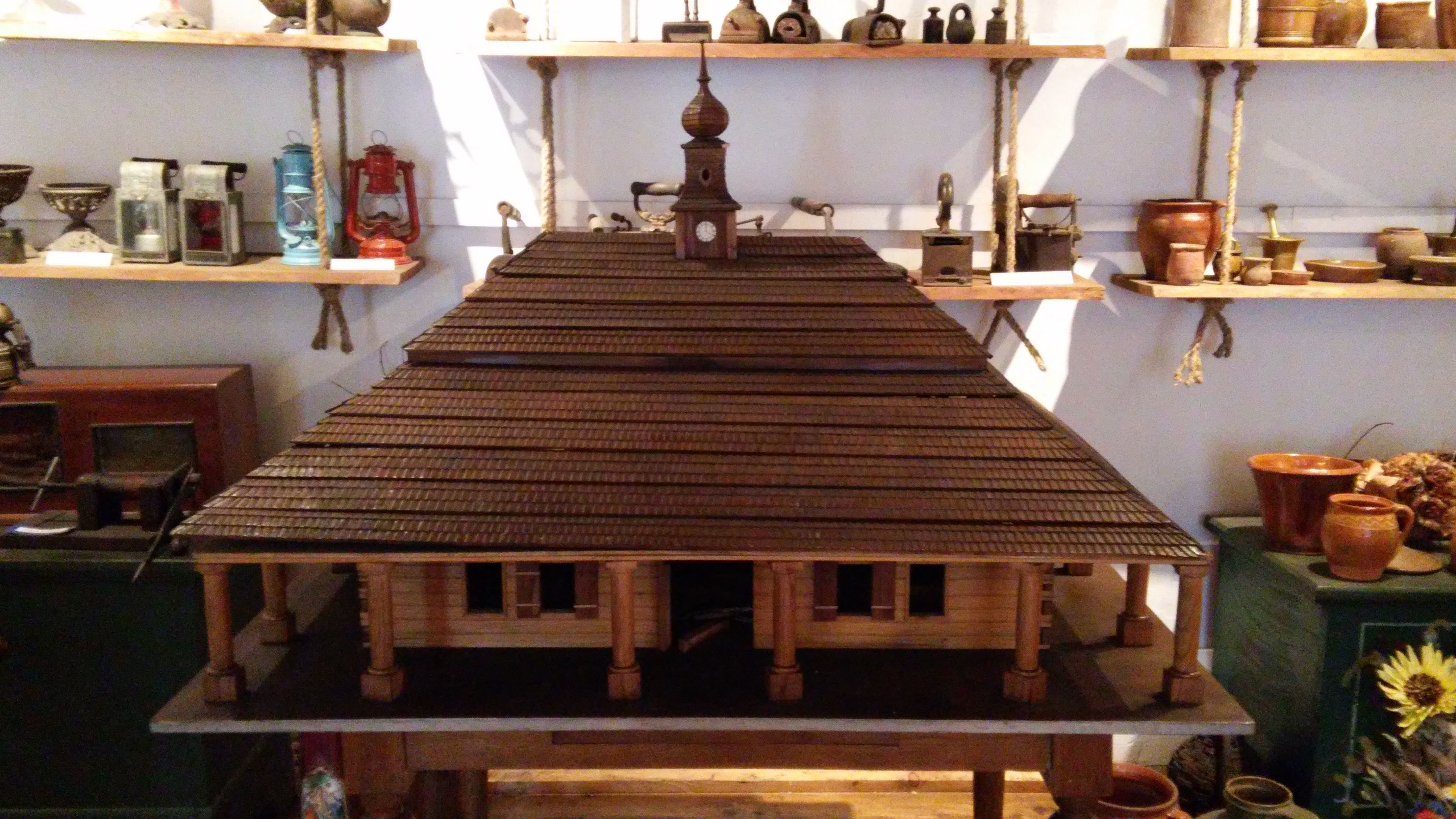
Mô hình Tòa thị chính cổ của Sławków (trước năm 1905)
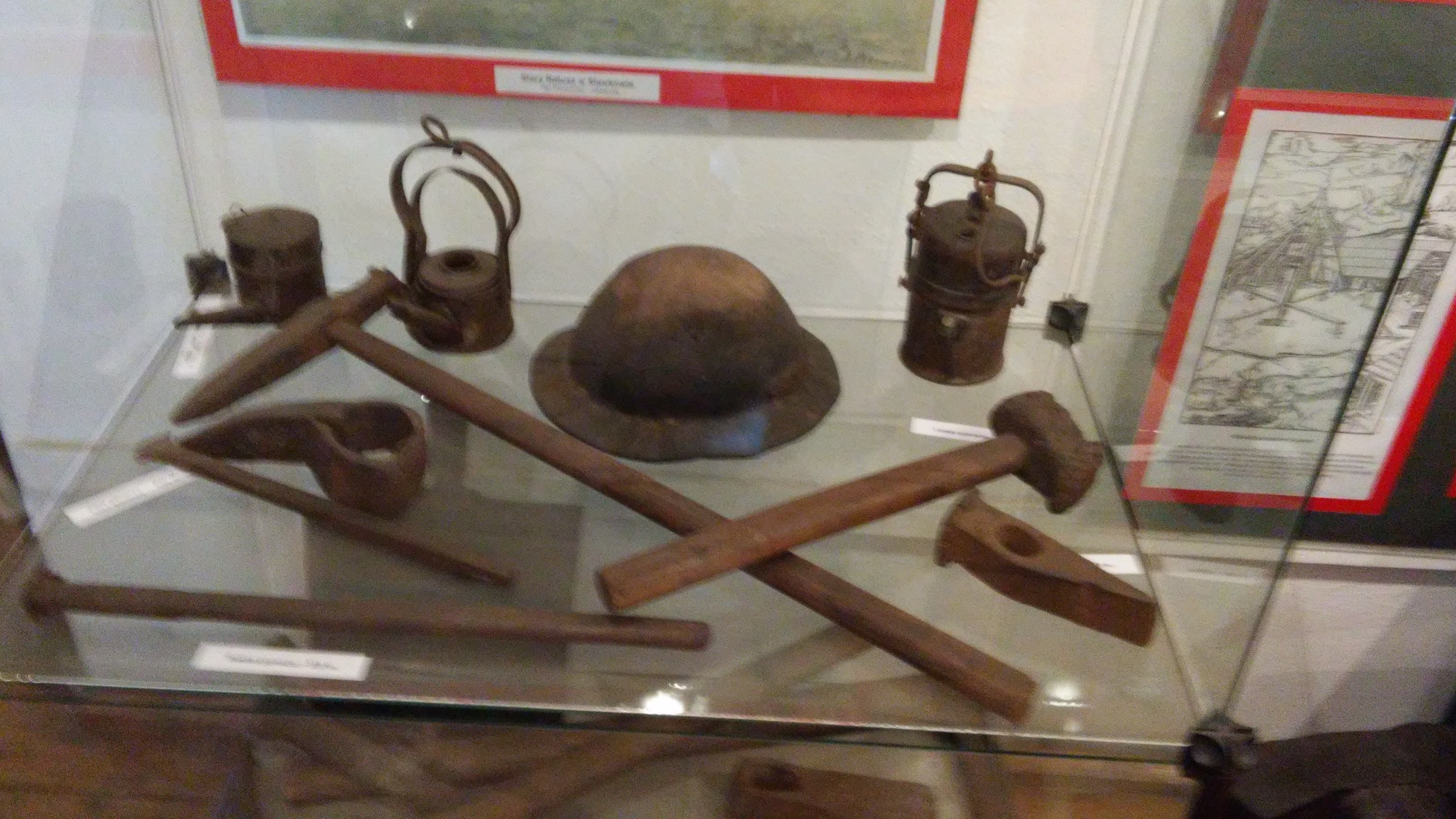
Công cụ khai thác thế kỷ 19

## Giờ mở cửa
Bảo tàng Khu vực ở Sławków hoạt động quanh năm, mở cửa từ thứ Hai đến thứ Sáu và vào thứ Bảy và Chủ nhật cuối cùng của mỗi tháng. Khách tham quan phải trả phí vào cửa.